# Лицевой угол

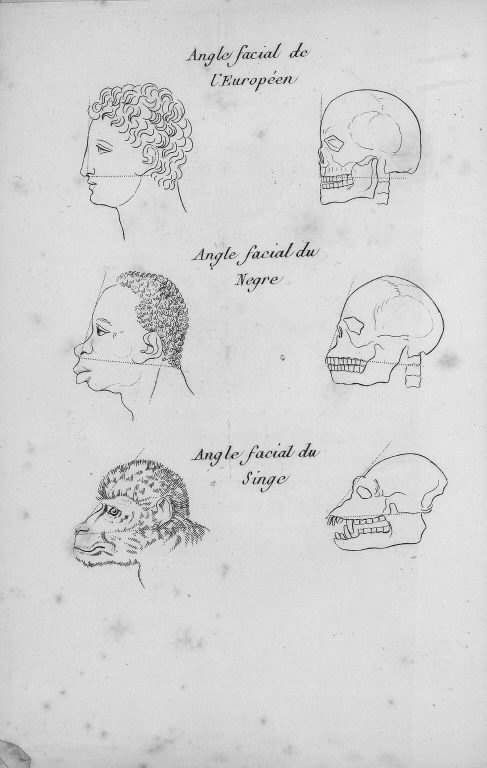
Лицевые углы

Лицевой угол — это угол наклона лица по отношению к вертикали. Это угол между двумя прямыми, из которых одна касательная идет от глабеллы (точки между надбровными дугами) через простион (выступающая вперед точка луночкового отростка верхней челюстной кости). Другая прямая проходит горизонтально через наружное слуховое отверстие (чуть ниже точки порион (точка на середине верхнего края наружного слухового прохода)) и переднюю носовую ость, или назо-спинале (точка пересечения медиально-сагиттальной плоскости с линией, соединяющей нижние края левой и правой половин грушевидного отверстия).

## История
Впервые лицевой угол измерен голландским ученым XVIII века Кампером. Он опубликовал рисунки, на которых были указаны лицевые углы для людей различных рас и обезьян. На опубликованном им рисунке, лицевой угол идеализированной античной статуи был равен 100°, европеоида — 80°, монголоида и негроида — 70°, орангутана — 58° и хвостатой обезьяны — 42°.

## Расистские теории
Хотя сам Кампер не был расистом и издал свои исследования лицевого угла как пособие для художников, в дальнейшем появились расистские теории, использовавшие лицевой угол для обоснования того, что небелые расы ближе к человекообразным обезьянам.